# Trichospermum stevensii
Trichospermum stevensii är en malvaväxtart som beskrevs av W. Takeuchi. Trichospermum stevensii ingår i släktet Trichospermum och familjen malvaväxter. Inga underarter finns listade i Catalogue of Life.